# Colonialisme

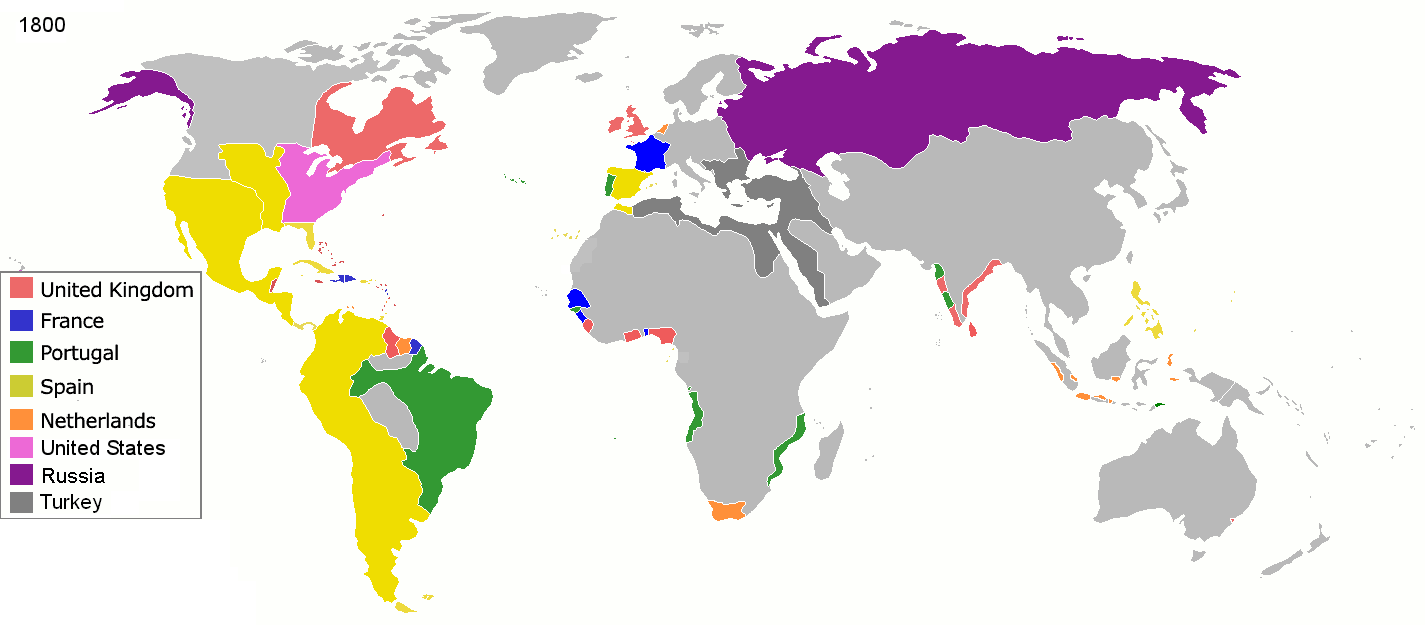
Territoris colonitzats el 1800

El colonialisme és la submissió política, comercial i cultural d'un territori sobre un altre. Es tracta d'una forma de violència i discriminació jeràrquica per un poder privilegiat. Una de les moltes formes en que encara existeix avui dia és la biopirateria.
Els països europeus es van llançar al domini del món, essencialment d'Àsia i d'Àfrica, com a culminació de l'expansionisme iniciat el segle xv. Però el seu caràcter va diferir de forma substancial del de l'edat moderna. Mentre les colònies eren de tipus comercial o bé d'establiment, les del segle xix van ser bàsicament d'explotació sistemàtica d'amplíssims territoris. El ritme d'ocupació va ser molt ràpid i el nombre de països ocupats molt més elevat. En darrer lloc, l'expansió va presentar un caràcter més bel·licós.

## Història

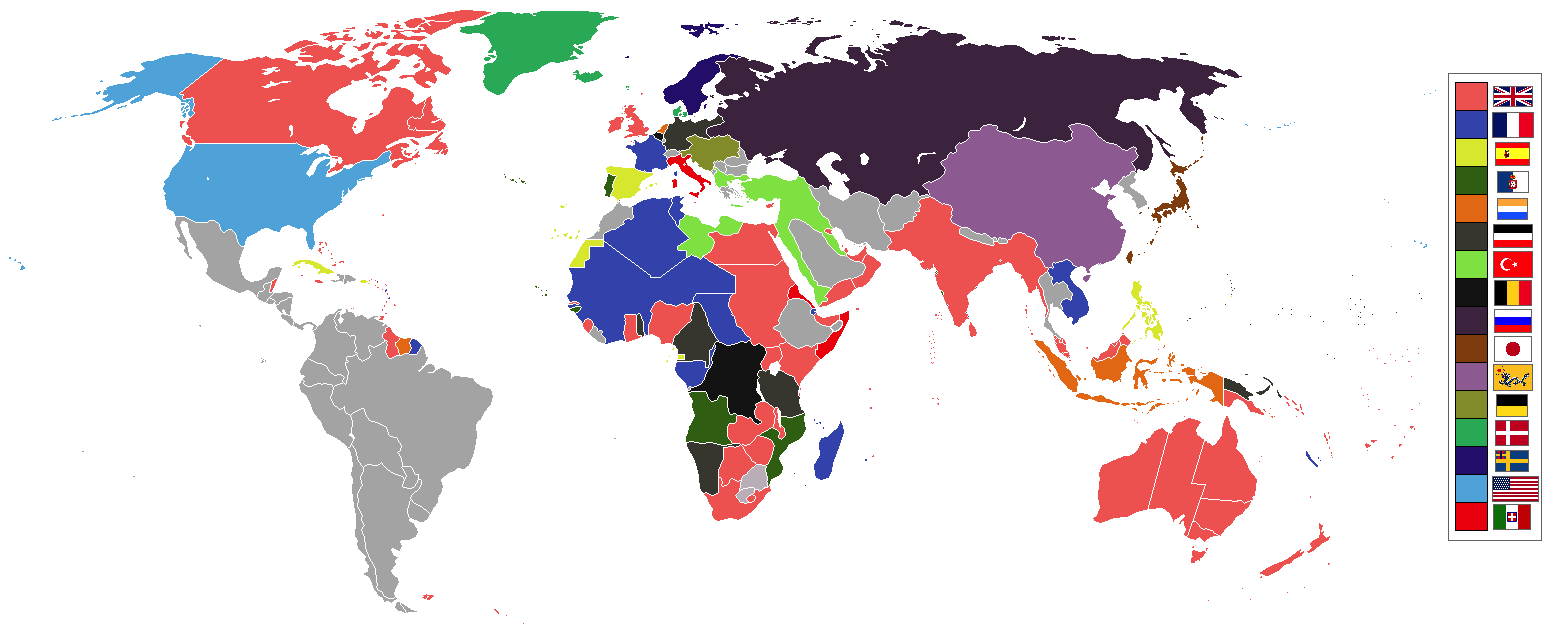
Territoris colonitzats el 1898

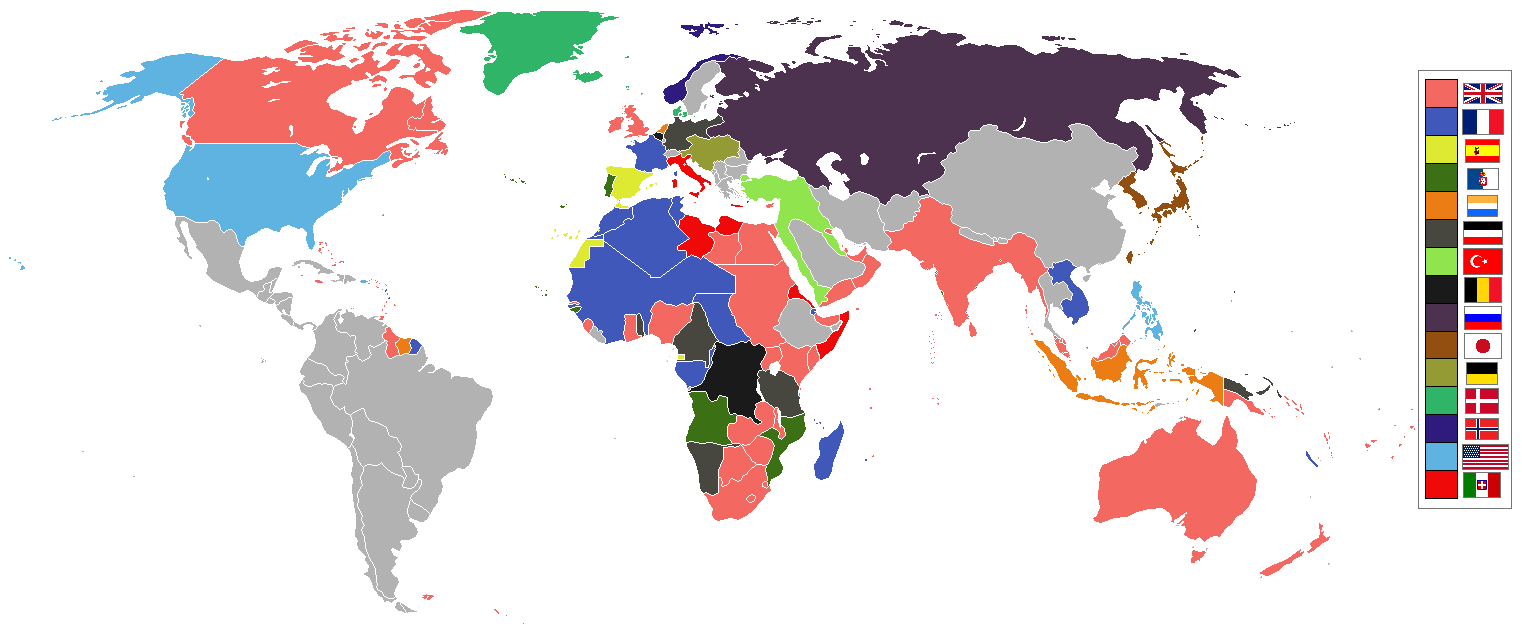
Territoris colonitzats el 1914

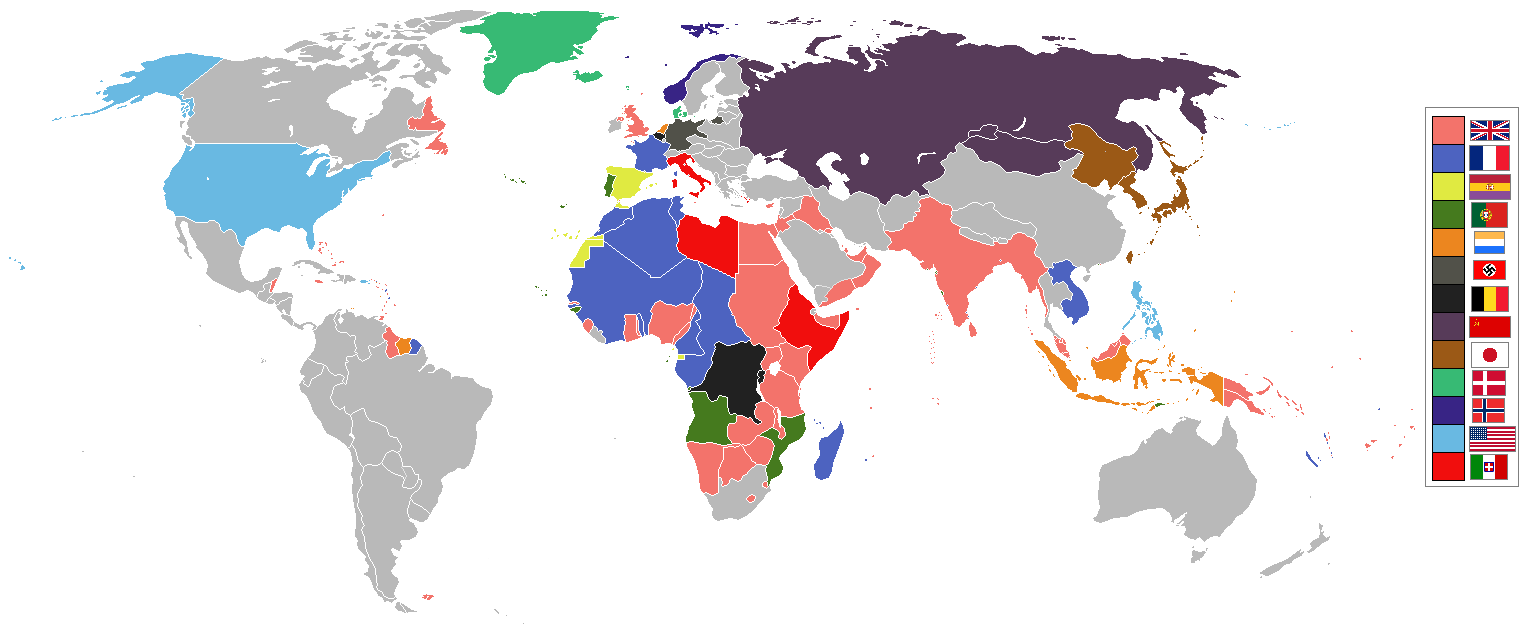
Territoris colonitzats el 1936

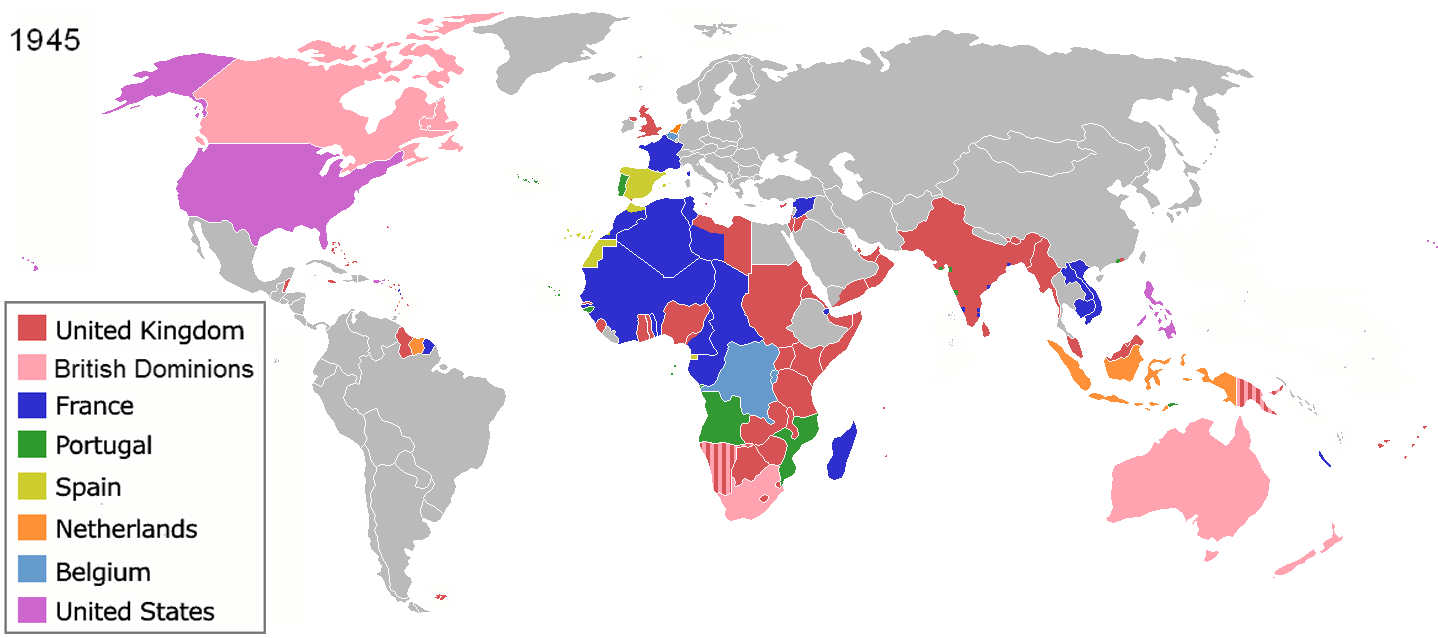
Territoris colonitzats el 1945

### Colònia romana

Imperi Romà en el 117 aC

Una colònia romana era una ciutat romana fundada per ciutadans romans en territori de ciutats conquerides. Quan Roma s'anà engrandint i sotmetent ciutats, es reservava una part dels territoris conquistats (Ager publicus), que es repartia entre ciutadans pobres que no podien esperar terres al Latium (on predominava la gran propietat territorial) i es fundaven colònies a les quals s'atribuïa una part de l'ager, que es repartia entre els colons.
Els pobladors de les colònies romanes eren considerats ciutadans romans. En les colònies quedaven incloses els terrenys de propietaris locals, terrenys que formaven part de la colònia, i dels que els titulars pertanyien a ciutats aliades però gaudien del conjunt de drets de colònia.
La ciutadania romana va anar estenent-se als magistrats de les colònies. A les de dret llatí (és a dir sense dret de ciutadania) els magistrats obtenien la plena ciutadania en acabar el seu mandat. Altres ciutats podien negociar el dret de ciutadania per separat.
Les colònies tenien una organització bàsicament igual a la dels municipis romans però formades per ciutadans romans establerts en territori de ciutats dependents de Roma sense dret de ciutadania romana.
La primera colònia esmentada és la de Fidenae, fundada pel rei Ròmul. Les primeres colònies es van establir en ciutats enemigues que havien estat derrotades, Antemnae i Crustumerium, i a part de Fidenae, l'autenticitat de la qual és dubtosa, les primeres són de finals del segle vi sota el rei Tarquini el Superb. Latium estava essent envaït pels pobles muntanyesos dels volscs i els eques i per defensar la regió es van establir les colònies de Sígnia (a l'est), Circeii (al sud-est), Cora (entre Roma i Circeii) i Pomètia (a la plana central).

### Conquesta àrab

Expansió de l'islam

Posada en marxa per Mahoma i els seus successors contra el món no musulmà, sota el nom de Djihad (guerra santa), la conquesta àrab es va desenvolupar amb èxit contra els territoris cristians (Orient Pròxim, Àfrica del nord, Península Ibèrica) i pagans o animistes (Àfrica negra, l'Àsia central i Sud-est asiàtica). Els pobles colonitzats són sotmesos a l'estatut del dhimmi.
La màxima expansió de l'islam s'aconsegueix amb el califat omeia (661 - 750).
Iniciat pel príncep Muawiya, durant aquest període el títol de califa es fa hereditari, i la capital, que era a Medina, es trasllada a Damasc (Síria).
L'expansió segueix dues direccions:
- Per l'oest els musulmans arriben fins a la península Ibèrica i la conquereixen.
- Per l'est van arribar fins a l'Índia.

A Occident van ser frenats per Carles Martell en la batalla de Tours (732), mentre que per l'Orient eren els romans d'Orient els que van aturar el seu avanç en la batalla del Gran Zab (749).
Al final de l'etapa, l'Imperi comprenia: el Turquestan, els països caucàsics, Pèrsia, Mesopotàmia, Síria, Palestina, l'Àsia Menor, Aràbia, Egipte, el nord d'Àfrica i la península Ibèrica.

### Els Estats llatins del Llevant
Els Estats llatins del Llevant són formats al Pròxim Orient, en temps de les croades cristianes, del qual la primera, en resposta a la crida del papa Urbà II, porta a la presa de Jerusalem per l'exèrcit de Jofré de Bouillon en 1099. Al seu apogeu, s'estenen del Sud-est de la Turquia actual fins a Palestina, passant pel litoral de Síria i del Líban, territoris conquerits als turcs de l'Imperi Seljúcida o els Fatimides. Quatre Estats, reproduint el sistema feudal occidental, són constituïts: el Comtat d'Edessa (1098-1144), el Principat d'Antioquia (1098-1258), el Comtat de Trípoli (1102-1289) i el Regne de Jerusalem (1099-1291). Els croats són essencialment catalans, provençals, castellans, francesos, italians, alemanys i anglesos. Alguns d'ells creen ordes de frares-soldats poderosos: Templaris, Hospitalaris, Teutònics.
Els cristians que s'instal·len llavors al Llevant esdevenen numèricament molt febles. Són sobretot nobles sense terra guanyant-se dominis predials, o venedors instal·lats a les ciutats costaneres. Les societats cristianes i musulmanes aconsegueixen cohabitar pacíficament en aquests Estats, i els intercanvis comercials o culturals es desenvolupen. Tanmateix, continuen sent segregades, els mestissatges continuen sent rars i la pressió militar exterior és constant. El capitost kurd Saladí combat els croats de Jerusalem una primera vegada en 1167, i l'última ciutat, Acre, és evacuada en 1291. Entre temps, la Quarta Croada ha estat desviada en 1204 pels Venecians cap a Constantinoble, capital de l'Imperi Romà d'Orient i dels cristians ortodoxos. Els croats funden nous Estats en Grècia i a l'Àsia Menor, així com l'Imperi Llatí, que resisteix a la reconquesta romana d'Orient fins a en 1261.
Els Croats (o la Reconquesta espanyola, igualment dirigida contra el món musulmà i la colonització de les terres conquerides) també han estat una font d'inspiració en el moment dels moviments de colonització europeus ulteriors, sobretot en el Nou Món.

#### ElDrang nach Osten
El Drang nach Osten (empenta cap a l'Est en alemany) és un moviment colonial germànic iniciat pel Sacre Imperi Romanogermànic Frederic II Hohenstaufen en la primera meitat del Segle XIII. Es tradueix per un moviment de colons alemanys cap a terres eslaves i sovint paganes. L'orde dels cavallers Teutònics, creat en temps dels Croats, va fundar un Estat en els Països bàltics, és un aspecte d'aquest colonialisme, fins a la seva derrota a Tannenberg, en 1410. Evangelitzant les regions paganes amb una extrema brutalitat, aquests frares-soldats van permetre la instal·lació de colons alemanys en el que es farà més tard la Prússia.
Una altra part de població germànica s'ha manifestat més pacíficament a diverses regions de l'Europa central, per la instal·lació de pagesos, de venedors i d'artesans. Prossegueix més feblement, fins al Segle XVIII, sobretot en el marc de l'Imperi Austrohongarès. Els alemanys es fan majoritaris en regions de Txèquia (Sudets) o de Polònia (Silèsia, Pomerània). En aquestes dues últimes regions, la política de germanització, que es tradueixen per l'ús obligatori de la llengua alemanya i el domini predial dels nobles prussians (junkers), ha estat practicada al segle xix pel regne de Prússia, després del Segon Reich. Els alemanys constitueixen igualment comunitats importants en Transsilvània, Hongria, ex-Iugoslàvia o en els Països bàltics.
La quasi totalitat d'aquestes poblacions, de la qual la presència havia servit de pretext a les doctrines pangermanistes, ha estat expulsada a la fi de la Segona Guerra Mundial.

## L'Europa dominant
L'enorme desenvolupament econòmic europeu a causa de la Revolució Industrial va dividir el món entre països industrialitzats i països no industrialitzats, imposant-se els primers sobre els segons. Així, a principis del segle xx el 84,4% del món era dependent d'Europa, que havia imposat els seus ideals econòmics i ideològics gràcies a la seva superioritat tècnica, militar i comercial, i a la seva vitalitat demogràfica.

### Causes econòmiques
L'imperialisme contemporani va sorgir quan les forces productives, especialment la indústria, van assolir un nivell de desenvolupament que va impulsar la recerca de nous mercats per als productes, primeres matèries més abundoses i barates, i un espai econòmic en què poguessin donar rendiments als capitals excedents. A causa de les rivalitats existents entre les grans potències europees, aquests avantatges tan sols podien trobar-se als països llunyans i endarrerits, sense consciència nacional, sense mitjans tècnics adequats i massa dèbils per resistir l'assalt de l'Europa industrialitzada. Per tant, el colonialisme va lligat a les necessitats de la indústria dels països desenvolupats a cercar nous mercats per als seus productes. Els països colonitzats havien de rebre productes de la metròpoli i alhora facilitar el proveïment de les matèries primeres que no es podien produir a Europa.
A finals del segle xix es va produir una crisi econòmica a Europa. Gràcies als avenços del ferrocarril a Rússia i als EUA, arribaven a Europa grans quantitats de blat i farina que van obligar a abaixar els preus dels cereals europeus. Aquesta crisi va anar acompanyada d'una crisi de sobreproducció en tots els sectors: es van acumular reserves, va augmentar la competència, i moltes empreses van haver de tancar. La indústria va sortir de la crisi innovant els sistemes de producció, duent a terme polítiques de defensa del mercat nacional mitjançant(aranzels) i ampliant els mercats en els països colonitzats i a altres territoris sense explotar, com l'Àsia, l'Àfrica i l'Amèrica Llatina. La permanent necessitat d'ampliar mercats és la raó bàsica de l'entrada d'Europa a altres continents, i l'única forma de fer rendibles les inversions necessàries per al seu control era buscar noves regions on la mà d'obra fos barata i hi hagués abundant matèria primera.

### Causes polítiques, ideològiques i demogràfiques
Actualment es considera que aquestes causes van ser igual d'importants que la causa econòmica.
A partir de la unificació d'Itàlia i d'Alemanya les fronteres europees van quedar estabilitzades, i els desitjos d'ampliar el poder es van traslladar a altres escenaris d'ultramar. La intenció dels governs era ampliar el poder colonial tant com es pogués, per demostrar la seva capacitat d'influència en el context internacional. És a dir, l'imperialisme reforçava el prestigi de la metròpoli i aquesta va ser la raó per la qual de vegades es va colonitzar sense excessius beneficis econòmics. El fet que la Gran Bretanya fos la primera potència industrial i que posseís l'imperi més gran va ser decisiu en l'actuació de les altres potències que pretenien equiparar-se i van començar una cursa per controlar els nous territoris abans que els rivals. Els polítics van considerar l'expansió colonial com una necessitat estratègica. El desenvolupament tècnic en transport, armes, comunicacions i en les construccions (com el canal de Suez) van permetre estendre el control militar i polític en zones allunyades.
Però les causes profundes són incomprensibles sense les causes ideològiques: el nacionalisme i el racisme. La idea d'una raça blanca superior, justificada per l'avenç tecnològic i la capacitat d'imposar-se a les altres es va donar com a fet científic. I també a causa de la imposició d'un nacionalisme que reivindicava la superioritat de la civilització europea, i no idees com la independència o la llibertat. La justificació de dominar les altres races es defensava amb el pretext de difondre la civilització occidental entre les races inferiors, abolint costums indígenes com sacrificis humans, i prohibint el comerç d'esclaus. Rudyard Kipling, a Gran Bretanya, creia que «és responsabilitat de l'home blanc ajudar a educar i civilitzar els menys afortunats». Joseph Chamberlain defensava que «la raça britànica és la més gran de les que ha governat al món».
Però no tothom donava suport a l'explotació imperialista, sinó que alguns la criticaven en nom d'altres concepcions de la moral i del nacionalisme. A França aquest corrent estigué liderat per Clemenceau (radical) i Jaurès (socialista). També la II Internacional va condemnar fermament l'imperialisme, encara que no va tenir massa influència.
En darrer lloc l'enorme creixement de la població europea va generar un flux migratori enorme i molta gent va emigrar als territoris colonitzats (Gran Bretanya hauria quintuplicat en lloc de triplicat la seva població).

## L'imperialisme
L'imperialisme és, doncs, la culminació del colonialisme iniciat al segle xv, encara que van ser etapes bastant diferents per diversos motius:
- Els vells imperis estaven ubicats a les dues Amèriques, que al segle xix gairebé estaven emancipades. En canvi el colonialisme del segle xix es va ocupar sobretot l'Àfrica, l'Àsia i el Pacífic.
- A les antigues colònies els emigrants havien creat societats similars a l'europea, mentre que les noves eren territoris d'ocupació, on la minoria europea exercia el poder sobre la majoria, aliena a l'europeïtzació.
- El ritme d'ocupació de les noves colònies al llarg del segle xix va ser molt ràpid, i el 1914 el 85% de la superfície terrestre estava controlada pels europeus.
- La primera ocupació va donar lloc a pocs conflictes, en haver-hi només interessos comercials, mentre que la segona ocupació va causar guerres constants, ja que de l'expansió colonial en depenia l'economia de països sencers.

### Àfrica

Mapa que representa les demandes europees sobre el continent africà als inicis de la Primera Guerra Mundial

Àfrica és un bon exemple d'aquest nou tipus d'ocupació. Fins a principis del segle xix els europeus només havien establert petites colònies costaneres. La rivalitat entre europeus i l'esperit d'aventura van contribuir a l'ocupació d'Àfrica.
A la segona meitat del segle xix, les expedicions científiques a la recerca de noves terres inexplorades (Livingstone) i les missions religioses que anaven a convertir al cristianisme i a fer accions humanitàries, com acabar amb l'esclavitud, van ser les primeres a descobrir la geografia bàsica del continent. Les principals àrees explorades van ser les conques dels rius Nil i Níger, i les terres de l'Àfrica central: Sàhara, el Sudan, Congo…
Als anys 1870-1880, França i Anglaterra es van llançar a la conquesta d'Àfrica. El projecte anglès tractava de connectar el nord amb el sud, mitjançant un ferrocarril del Caire a el Cap, i dominar la part oriental africana per a dominar també l'oceà Índic. Van obtenir alguns territoris rics en minerals, i el control d'Egipte, on van fer el Canal de Suez. Mentre els francesos pretenien dominar tot l'oest africà i des d'Algèria i Tunísia van anar dominant el nord africà, fins a arribar al Sudan, on es van trobar amb els anglesos.
A la rivalitat entre anglesos i francesos s'hi va sumar altres Estats. Alemanya va arribar amb retard al repartiment colonial i va obtenir escassos territoris (Àfrica negra) per al potencial econòmic que posseïa, fet que va ser causa de constants conflictes. Itàlia, els Països Baixos o Bèlgica, que van explorar el Congo, els portuguesos (Angola i Moçambic) van obtenir també petits bocins del pastís colonial. Rússia es va expandir per Sibèria, el Caucas i el Turquestan; i les noves potències, el Japó i els EUA, van entrar en escena més endavant.
A la Conferència de Berlín, el 1885, 14 països europeus van discutir les condicions de l'expansió colonial a l'Àfrica i en van pactar els principis d'ocupació.
L'enfrontament entre interessos va ser inevitable, i van començar una sèrie de conflictes:
l'any 1890 els anglesos d'El Cap es trobaven amb l'oposició de dues petites repúbliques (Transvaal i Orange) en mans dels holandesos africans (bòers) que havien marxat d'El Cap, on vivien des del segle xvii, per l'ocupació anglesa. Els anglesos van trigar 3 anys a envair aquests territoris on hi havia mines, i se'ls van annexionar. Anglesos i francesos també es disputaven Fashoda (1898), un territori al Sudan, i van estar a punt de començar una guerra. Finalment els francesos es van retirar.

### Maafa
Maafa (també conegut com l'Holocaust Africà o l'Holocaust de l'Esclavitud) designa, en suahili, una gran tragèdia o desastre. El terme es refereix als 500 anys de patiments que els africans i els africans de la diàspora van patir a causa de l'esclavisme, l'imperialisme, el colonialisme, la invasió, l'opressió, la deshumanització i l'explotació. A més a més, també s'utilitza per a referir-se a les polítiques socials i acadèmiques que es van utilitzar per invalidar les contribucions dels pobles africans a la humanitat, i als efectes residuals de la seva persecució, com un manifest en la societat contemporània.
El Maafa o l'Holocaust Africà distingeix, moralment, l'esclavitud domèstica africana de la tracta d'esclaus feta per europeus i àrabs, que capturaven africans per a fins comercials, que van tenir unes conseqüències i uns llegats importants al continent africà a causa d'aquesta ingerència estrangera. El terme no està limitat al significat demogràfic, que es refereix a les pèrdues de població, sinó també es refereix als canvis profunds als patrons d'assentament, a les exposicions epidemiològiques i als canvis que van provocar en el potencial de desenvolupament social i reproductiu en el continent africà.

### Àsia
Des del segle xvi hi havia colònies europees a l'Àsia, però igual que a l'Àfrica, eren punts a les costes, des d'on comerciaven. Fou al segle xix quan es va començar a ocupar grans extensions per part dels europeus. Però a diferència del que va passar a l'Àfrica, a l'Àsia no sols hi havia potències europees lluitant pel control de les colònies: s'hi van afegir altres països com Rússia, els EUA i el Japó. Els enfrontaments entre les grans potències van ser constants: França, Anglaterra i Holanda es disputaven el Sud-est asiàtic; Rússia i Anglaterra l'Àsia central (Pèrsia, Tibet); els EUA i Espanya es disputaven les Filipines; i el Japó i Rússia la Xina.
La colonització britànica es va concentrar sobretot a l'Índia, on posseïa els ports de Madràs, Calcuta i Bombai. A partir de mitjans del segle xix es va decidir que l'administració es faria directament des d'Anglaterra, i que la reina Victòria en seria proclamada l'emperadriu. Anglaterra va haver de lluitar amb francesos i russos, que controlaven els territoris veïns (Birmània, el Tibet i l'Afganistan).
França va controlar principalment el Sud-est asiàtic, on va crear el Regne d'Indoxina. Els anglesos també hi tenien interessos, i es van haver de disputar el control de la zona. Finalment es va acordar que el regne de Siam seria neutral, i que serviria de frontera.
El cas de la Xina va ser atípic: cap país no va arribar a dominar-la, però els anglesos hi comerciaven, canviant te i seda xinesos per opi indi, fins que els xinesos van prohibir el comerç d'opi. Els anglesos en seguien venent, i així van començar les Guerres de l'Opi. Aquestes van acabar amb el Tractat de Nanjing (1842), pel qual els anglesos van aconseguir el control de Hong Kong i el permís per a obrir 12 ports comercials. Entre el 1885 i el 1911 va haver-hi un espoli del territori asiàtic per part dels anglesos, fins que el 1911 una revolució va alliberar la Xina del control imperial dels Qing.

### Oceania
Els britànics també posseïen Austràlia i Nova Zelanda, colònies de població anglesa, que van acabar sent estats sobirans dins l'Imperi Britànic (Commonwealth).
Els holandesos controlaven part de la regió d'Indonèsia, motiu que va causar algun conflicte amb els anglesos.

## L'administració dels territoris: el model britànic
L'Imperi Britànic, el més extens en territori, va implantar un model d'organització que després es va generalitzar a la resta de colònies:
- Colònies: Depenien directament de la metròpoli, i l'autoritat depenia d'un governador i d'un equip de funcionaris; eren l'elit política. Aquests territoris eren els més directament sotmesos als interessos econòmics de la metròpoli.
- Protectorats: teòricament hi havia un govern indígena respectat per l'administració metropolitana, encara que aquesta exercia a la pràctica el control d'algunes funcions. Era el cas de les colònies que ja tenien una estructura d'estat, com Egipte.
- Mandats: Van néixer després de la I Guerra Mundial, per administrar els territoris dependents de les potències perdedores (principalment Alemanya). Així, una potència colonial exercia la tutela d'una zona en representació de la Societat de Nacions.
- Colònies de poblament: On s'assegurava una colònia permanent amb prou població europea per a imposar-se a la població indígena. Van ser anomenats Dominis Britànics, i van disposar d'un govern propi, encara que depenien en algunes coses de la metròpoli. És el cas del Canadà (1867), Nova Zelanda (1854), Sud-àfrica (1872) i Austràlia (1890).

## Conseqüències als pobles colonitzats
Als països colonitzats es va experimentar uns canvis brutals, des de tots els punts de vista, que van afectar greument a la població nativa.
Econòmicament, a excepció d'alguns aristòcrates simpatitzants amb els colonitzadors, es va perjudicar la població indígena, que va veure les seves terres expropiades. Els cultius de subsistència es van canviar per monocultius: les plantacions, que responien a les exigències dels colonitzadors: cautxú a Indonèsia, cacau a Nigèria… Es va forçar la productivitat, el comerç amb la metròpoli i la introducció del paper moneda.
Demogràficament, va haver-hi un augment de població gràcies a la introducció de vacunes, hospitals... que va trencar l'equilibri natural i van aparèixer problemes com la manca d'aliments sobretot a l'Àfrica. En alguns llocs, però, hi va haver un descens de població a causa dels treballs forçats a què se sotmetia la població.
L'estructura social es va canviar, acabant amb el sistema tribal i el sistema de jerarquies locals (paper dels ancians, del mag...), introduint noves estructures socials, religions… Es van dividir unitats nacionals i es va obligar a conviure a pobles rivals. Es va forçar alguns indígenes a ingressar a l'exèrcit, i es va afavorir econòmicament a determinats elits socials a canvi de la seva fidelitat, creant enfrontaments entre els mateixos indígenes.
Culturalment es van canviar les tradicions i les cultures populars per la nova cultura occidental. Els pobles indígenes van perdre part de la seva identitat. Els missioners van forçar la introducció del cristianisme, que va acabar suplantant en alguns casos (a l'Àfrica sobretot) els cultes que es practicaven. A l'Àsia, però, es va saber resistir millor l'assalt cultural europeu.
Així la colonització europea va trasbalsar el sistema econòmic i social dels països colonitzats i va crear una forta dependència econòmica que va impossibilitar un creixement autòcton, fet que els va menar irrevocablement al subdesenvolupament.

## Colonialisme intern
El colonialisme intern és segons el sociòleg bolivià Félix Patzi el procés social segons el qual s'assignen recursos, oportunitats de vida i ciutadania real sota criteris d'exclusió o inclusió anàlegs als de la colònia i, per tant, racials i ètnics. Aquest terme fou utilitzat per Robèrt Lafont per a referir-se a la situació econòmica i política d'Occitània durant el segle xx, i el popularitzà en el seu llibre Sur la France (traduït en català com Per una teoria de la nació). Es caracteritza pels següents trets:
- Despossessió industrial, bloqueig colonitzador, destrucció del capitalisme regional i proletarització de les regions.
- Primacia de les indústries extractives sobre les de transformació
- Despossessió del terreny agrícola
- Despossessió dels circuits de distribució, tret que intervingui en els estatals i internacionals
- Despossessió dels recursos turístics
- Crisi demogràfica

Aquesta tesi fou acceptada per altres nacionalistes perifèrics francesos, i radicalitzada per partits com la Unió Democràtica de Bretanya i l'Esquerra Catalana dels Treballadors. Nacionalistes corsos i sards adaptaren el seu discurs a les tesis de Lafont, i el terme es va popularitzar entre diversos nacionalismes perifèrics d'arreu d'Europa.
Darrerament, però, el terme es fa servir, de manera més restringida, per a la situació dels diversos pobles indígenes (sobretot amerindis sud-americans) que veuen com la seva terra és explotada pels seus estats i els tracta com a subjectes d'una colònia.

## Neocolonialisme
El neocolonialisme és una actitud d'explotació econòmica duta a terme pels països occidentals envers les antigues colònies i els països subdesenvolupats en general. Es diferencia de l'imperialisme tradicional perquè no hi ha una ocupació física ni nominal del territori dominat, que pot ser considerat independent.
Els països industrialitzats solen mantenir una certa capacitat d'influència sobre antigues colònies: presència dels seus ciutadans; lligams lingüístics i culturals; etc. Això afavoreix que les empreses dels països europeus tinguin molta facilitat per a implantar-se a les antigues colònies i explotar-ne els recursos naturals sense traves, o bé trobar-hi clients de serveis (telefonia, electricitat, gas, etc.). Arribat a un extrem, el neocolonialisme implica l'existència de control econòmic i polític per part dels països industrialitzats sobre les antigues colònies.